# Tecno Camon 17
Tecno Camon 17,, Tecno Camon 17P et Tecno Camon 17 Pro sont des smartphones basés sur Android, fabriqués, lancés et commercialisés par la société Tecno Mobile dans le cadre de la série Tecno Camon 17. Ces appareils ont été dévoilés lors d'un événement organisé le 6 mai 2021 en tant que successeurs de la série Tecno Camon 16. 
Les Camon 17, Camon 17P et Camon 17 Pro sont des versions améliorées de la série Camon 16, livrés avec le système d'exploitation Android, des appareils photo avant et arrière, et un stockage Flash de 128 Go. Le téléphone a reçu des critiques généralement favorables, les critiques citant principalement la batterie plus grande et la capacité de charge rapide.

## Réception
George Kamau de Techweez a donné un avis positif sur le Camon 17 Pro. Les éloges ont été adressés à l'écran, au logiciel et aux performances, à l'appareil photo et à la batterie, tout en notant que "TECNO a vraiment fait all-in avec le TECNO Camon 17 Pro".
Daniel Anuoluwapelumi Moses de Dignited a fait l'éloge de la caméra Camon 17, en disant: "La caméra Camon 17 est vraiment géniale et semble être vraiment utile à ses utilisateurs".

## Caractéristiques
Le Camon 17 dispose d'une définition de 720p avec un rapport d'aspect de 20:9, tandis que le Camon 17P et le Camon 17 Pro ont une définition de 1080p. Le Camon 17 présente une taille d'écran de 6,6 pouces, tandis que le Camon 17P et le Camon 17 Pro présentent une taille d'écran de 6,8 pouces. Camon 17 et Camon17P sont livrés avec un SoC MediaTek Helio G85, tandis que le Camon 17 Pro est livré avec un SoC MediaTek Helio G95. Le Camon 17 est livré avec 4/6 Go de RAM, le Camon 17P est livré avec 6 Go de RAM, tandis que le Camon 17 Pro est livré avec 8 Go de RAM. Camon 17 et Camon 17P sont livrés avec 128 Go de stockage, tandis que Camon 17 Pro est livré avec 256 Go de stockage. Tous les appareils ont la possibilité d'utiliser une carte microSD pour étendre le stockage à un maximum de 256 Go. Tous les appareils sont livrés avec une capacité de batterie de 5000 mAh. Le Camon 17 et le Camon 17P prennent en charge une charge rapide de 18 watts, tandis que le Camon 17 Pro prend en charge une charge rapide de 25 watts. Camon 17 dispose d'une triple caméra arrière avec une caméra principale de 48 mégapixels, un objectif bokeh de 2 mégapixels et un capteur AI, il dispose d'une caméra frontale de 8 mégapixels. Le Camon 17P dispose d'une caméra quadruple avec une caméra principale de 64 mégapixels, un objectif macro de 2 mégapixels, un objectif bokeh de 2 mégapixels et un capteur AI, il dispose d'une caméra frontale de 16 mégapixels,. Le Camon 17 Pro dispose d'une caméra quadruple avec une caméra principale de 64 mégapixels, une caméra grand angle de 8 mégapixels, un bokeh de 2 mégapixels et un capteur monochrome de 2 mégapixels, il dispose d'une caméra frontale de 48 mégapixels. Camon 17 Pro peut enregistrer du contenu 4K à 30 ips, 1080p à 60 ips ou 30 ips et 720p à 30 ips,.

### Logiciel
L'appareil est livré avec Android 11 avec HiOS 7.6, contrairement aux versions trouvées sur la série Camon 16. Le HiOS 7.6 comprend un cloneur de téléphone, une correction de document et un changeur de voix,.